# Jeremejevita
La jeremejevita és un mineral de la classe dels borats. Va ser descoberta en 1883 en una mina de Nértxinsk, al Zabaikàlie (Rússia), i duu el nom en honor de Pàvel Vladimírovitx Ieremèiev (1830-1899), mineralogista, cristal·lògraf i enginyer rus.

## Característiques
Químicament és un monoborat anhidre contenint l'halogen fluor, amb fórmula Al₆(BO₃)₅(F,OH)₃. Es coneix un anàleg hidroxilat sintètic. Cristal·litza en el sistema hexagonal, formant cristalls prismàtics molt llargs, amb terminacions arrodonides irregulars o, de vegades, interdentadas amb les cares del prisma modificades pels plans de prismes propers. La seva duresa a l'escala de Mohs és de 7.
Segons la classificació de Nickel-Strunz, la jeremejevita pertany a «06.AB: borats amb anions addicionals; 1(D) + OH, etc.» juntament amb els següents minerals: hambergita, berborita, warwickita, yuanfuliïta, karlita, azoproïta, bonaccordita, fredrikssonita, ludwigita, vonsenita, pinakiolita, blatterita, chestermanita, ortopinakiolita, takeuchiïta, hulsita, magnesiohulsita, aluminomagnesiohulsita, fluoborita, hidroxilborita, shabynita, wightmanita, gaudefroyita, sakhaïta, harkerita, pertsevita-(F), pertsevita-(OH), jacquesdietrichita i painita.

## Formació i jaciments
Es troba en runes granítiques de tipus pegmatita, sent un mineral rar format en les últimes etapes hidrotermals de formació d'aquestes roques pegmatites. Sol trobar-se associada a altres minerals com: albita, turmalina, quars, ortoclasa o guix. Els principals jaciments es troben a Alemanya i a Namíbia.